# Вилецкое (Роменский район)

Вилецкое (укр. Вилецьке) — село,
Василевский сельский совет,
Роменский район,
Сумская область,
Украина.
Код КОАТУУ — 5924182603. Население по данным 1984 года составляло 80 человек.
Село ликвидировано в 1998 году .

## Географическое положение
Село Вилецкое находится на берегу безымянного пересыхающего ручья, который через 4 км впадает в реку Артополот.

## История
- 1998 — село ликвидировано [1].